# 金山神社 (館林市)
金山神社（かなやまじんじゃ）は、群馬県館林市の神社。

## 歴史
寛永年間（1624年 - 1644年）に創建された。鍛冶職人の神社として創建された。現在は祠レベルに縮小しているが、かつてはそれなりの広さがあり、1780年（安永9年）に本殿・拝殿と瑞垣を整備した。
1910年（明治43年）の神社合祀により、当社は近代社格制度に基づく「郷社」に列せられた長良神社に合祀されてしまったが、地元住民により、復祀するようになった。
2018年（平成30年）、テレビアニメ『宇宙よりも遠い場所』が放映された。当社は、その主人公「玉木マリ（キマリ）」の自宅近くにある神社として描写されたため、いわゆる「聖地巡礼」の場所となった。

## 交通アクセス
- 館林駅より徒歩12分。